# Anouar Taghi
Le texte peut changer fréquemment, n’est peut-être pas à jour et peut manquer de recul. 
Le titre et la description de l'acte concerné reposent sur la qualification juridique retenue lors de la rédaction de l'article et peuvent évoluer en même temps que celle-ci.
Anouar Taghi, né en 1994 à Utrecht (Pays-Bas), est un ancien kick-boxeur devenu criminel néerlandais opérant pour l'organisation Mocro Maffia de Ridouan Taghi.
Spécialisé dans les braquages, il est à la tête d'un réseau d'Utrecht commettant des vols de voitures pour les offrir à des tueurs à gages prêts à passer à l'action. Il est affilié à l'énorme organisation Mocro Maffia de son cousin Ridouan Taghi. Anouar Taghi est le commanditaire de l'assassinat de l'avocat Derk Wiersum le 18 septembre 2019. Il est également soupçonné d'avoir tenté d'assassiner un deuxième individu. Il est arrêté le 19 novembre 2019, par les forces spéciales néerlandaises.
Le 15 mars 2024, il est condamné à 26 ans de prison pour son implication dans l'assassinat de Derk Wiersum.

## Kick-boxing
Anouar Taghi pratique le kickboxing depuis son plus jeune âge. Inscrit à la salle IFC à Utrecht, il combat dans la catégorie amateurs. Il signe en 2012 son premier contrat professionnel avec l'organisation CFA. En 2013, il signe dans l'organisation Fight Star.

## Carrière criminelle

### Plofkraak-maffia
Anouar Taghi est un ex-membre de la Plofkraak-maffia, appelé aussi les Audi-bende, un réseau utrechtois comptant un nombre d'environ 200 braqueurs, à majorité issue de la communauté marocaine, commettant des braquages en Allemagne, en Belgique et aux Pays-Bas. Au total, Anouar Taghi a commis plus de vingt braquages.
Le 8 mars 2016, il commet un braquage dans une banque de la ville de Meppen en Allemagne. Ayant pris la fuite à 250 kilomètres à l'heure à bord d'une Audi RS4 direction les Pays-Bas, il finit par provoquer un accident sur l'autoroute. Son complice Sadik C. (membre de la famille Chengachi), décède sur place pendant que la troisième personne est grièvement blessée. Anouar Taghi prend la fuite à pied, appelle un taxi pour être emmené dans un hôtel. Le chauffeur de taxi dépose Anouar Taghi, couvert de sang, et alerte ensuite la police. Un butin de 250 000 euros est retrouvé à proximité de la voiture accidentée sur l'autoroute.
L'officier de justice allemand a réclamé une peine de quatre ans en fin 2016, il est extradé vers les Pays-Bas et purge une peine de deux ans et neuf mois dans la prison de Zutphen avec son complice Mohamed A.. Il est libéré en été 2019.

### Mocro-maffia

#### Assassinat de Derk Wiersum en septembre 2019
Le 18 septembre 2019, Ridouan Taghi donne l'ordre à Anouar Taghi d'abattre l'avocat de Nabil Bakkali, Derk Wiersum à l'aide d'un tueur à gages. Anouar Taghi organise l'assassinat sur Derk Wiersum en prenant contact avec des tueurs à gages. Etant à la tête d'un réseau de vols de voitures pour , il offre en guise de paiement une Volkswagen Transporter au tueur à gages pour passer à l'action, en donnant toutes les informations sur Derk Wiersum. Les tueurs à gages anonymes seront finalement arrêtés quelques jours plus tard.
Quelques jours après l'assassinat de Derk Wiersum à Amsterdam, Anouar Taghi prend la fuite au Maroc.

« Le fait que notre client ait été un membre des 'Audi-bende', réglant des voitures pour les braqueurs, ne veut pas dire qu'il l'a également fait pour l'assassinat de Derk Wiersum. Si tu es vraiment un complice de l'assassinat de Derk Wiersum et que tu sais que tu es recherché, dans ce cas, tu ne restes pas dans ton domicile en attendant la perquisition. Après l'incident, il a pris son envol vers le Maroc pour l'enterrement d'un proche. »

— Déclaration de son avocat Daniëlle Troost après l'assassinat de Derk Wiersum en 2019.

#### Tentative d'assassinat en octobre 2019
Le 30 octobre 2019, Anouar Taghi a tenté de tuer un homme de 28 ans dans le quartier Hopakker à Utrecht. Lorsque l'individu descend d'un bus, trois hommes cagoulés  munis d'un marteau, le frappent violemment au visage avant de prendre la fuite. L'individu, inconscient, est resté au sol pendant quelques minutes avant d'être repéré par des passants qui appellent immédiatement une ambulance. L'homme survit de ses graves blessures, mais s'en sort avec de lourdes séquelles.
Anouar Taghi, Oussama B. et Jesse S. sont soupçonnés d'être les trois auteurs. Les enquêteurs révèlent également qu'Anouar Taghi serait à la tête d'une grande organisation criminelle opérant à Utrecht. L'organisation criminelle est soupçonné de commettre des vols de voitures pour les offrir à des tueurs à gages opérant des assassinats aux Pays-Bas et en Belgique. La presse néerlandaise révèle quant à elle, que la victime serait un ex-membre de l'organisation, qui a décidé de prendre ses distances avec l'organisation.

## Arrestation, enquêtes et procès
- Le 19 novembre 2019, il est arrêté par les forces spéciales des Unités néerlandaises à Amsterdam[17]. Une perquisition a également lieu dans son appartement à Utrecht dans le quartier de Maarssen[18]. Les enquêteurs retrouvent dans l'appartement des appareils illégaux de GPS servant à suivre des conducteurs de voiture et à brouiller les communications téléphoniques.

Anouar Taghi comparaît devant la justice néerlandaise à la suite de l'assassinat de Derk Wiersum et la tentative de meurtre sur un individu à Utrecht. Lors d'un procès qui avait lieu en mars 2020, Anouar Taghi nie les faits et refuse de s'exprimer.
Le 15 mars 2024, il est condamné à 26 ans de prison pour sa participation à l'assassinat de Derk Wiersum,,.

## Vie privée
Anouar Taghi est né à Utrecht dans une famille de cinq enfants. Ses parents sont originaires de la ville montagneuse Beni Salmane. Il est notamment le cousin de Ridouan Taghi.

### Ouvrages
Cette bibliographie est indicative.
Cette bibliographie est indicative.
 : document utilisé comme source pour la rédaction de cet article.
- (nl) Wouter Laumans et Marijn Schrijver, Mocro Maffia, Lebowskipublishers, 2015, 256 p. (ISBN 978-90-488-2803-6)
- (nl) Wouter Laumans et Marijn Schrijver, Wraak, Amsterdam, Lebowski, 2019, 224 p. (ISBN 978-90-488-3621-5)

### Documentaires et reportages
- [vidéo] Neef van Taghi opgepakt voor betrokkenheid bij moord op advocaat Wiersum, DWDD, 2019
- Documentaire De Jacht op de Mocro-Maffia, épisode 3, Videoland, 2020